# Llanfoist Fawr
Llanfoist Fawr é uma comunidade no condado de Monmouthshire, Gales; está a 38,3 km de Cardife e a 203,2 km de Londres.De acordo com censo realizado em 2011 no Reino Unido, a população de Llanfoist Fawr era de 3.217 com 10,2% destes aptos a falar galês. Esta comunidade inclui as vilas de Llanwenarth e Llanfoist em si. A escola na localidade também chama-se Llanfoist Fawr.